# Гранулезные клетки

Фолликул, содержащий ооцит: 1.Тека клетки 2. Гранулезные клетки фолликула 3. Ооцит 4. Гранулезные клетки ооцита 5. Клеточный слой «Зона Пилюцида» 6. Щелевые контакты, 7. Адгезивные контакты

Гранулезные клетки — фолликулярный слой клеток, окружающий яйцеклетку. Отвечают за секрецию прогестерона в период появления желтого тела и в течение первых четырех месяцев беременности. Образуются из эпителия яичника. Удерживаются на яйцеклетке с помощью крепежных молекул — десмосом. Внешне покрыты базальной пластинкой-оболочкой из коллагеновых волокон ламинина и фибронектина.
Образуют несколько десятков слоев вокруг ооцита. В их толще создаются полости, заполненные фолликулярной жидкостью.
Гранулезные клетки усеяны рецепторами Фолликулостимулирующего гормона (ФСГ). Под действием ФСГ клетки гранулезы выделяют фермент ароматазу. Ароматаза в свою очередь конвертирует андрогены, поступающие в клетки гранулезы из соседних им клеток теки, в эстрадиол. 
В ранних антральных фолликулах клетки гранулезы имеют мало рецепторов Лютеинизирующего гормона (ЛГ). Примерно в середине фолликулярной фазы клетки гранулезы в доминантном фолликуле начинают экспрессировать увеличивающееся количества рецепторов ЛГ, достигающих максимума перед овуляцией. Клетки гранулезы начинают реагировать как на ФСГ, так и на ЛГ.
В ответ на ФСГ клетки гранулезы секретируют инсулиноподобный фактор роста-II (IGF-II), ингибин, активин и другие факторы роста, включая фактор роста эндотелия сосудов (VEG-F), который значительно увеличивает рост кровеносных сосудов вокруг клеток тека.
IGF-II не только стимулирует рост и секреторную способность клеток гранулезы, но также действует синергетически с ЛГ, чтобы увеличить синтез андрогенов клетками внутренней теки. Аналогичным образом, ингибин, продуцируемый клетками гранулезы в ответ на ФСГ, также стимулирует выработку андрогенов клеточными клетками, а активин усиливает индуцированную ФСГ экспрессию ароматазы Р450 в клетках гранулезы. Таким образом, даже несмотря на то, что у тека-клеток отсутствуют рецепторы ФСГ, они тем не менее косвенно реагируют на ФСГ, увеличивая выработку андрогенов, необходимых клеткам гранулезы для секреции эстрогена. Аналогичным образом, стимулируя текальные клетки к выработке андрогенов, ЛГ увеличивает рост и развитие клеток гранулезы за счет локально-паракринного действия как эстрогенов, так и андрогенов, рецепторы которых в этих клетках экспрессируются в большом количестве.